# Rudolf Klapka
Rudolf Klapka (24. února 1885 Žižkov – 11. září 1951) byl český fotbalista, brankář, československý reprezentant.

## Sportovní kariéra
Za československou reprezentaci odehrál v roce 1920 čtyři utkání. Byl historicky prvním brankářem československé reprezentace, chytal totiž v prvním oficiálním reprezentačním utkání – s Jugoslávií na olympijských hrách v Antverpách roku 1920. Tehdy byl nominován jako hráč Viktorie Žižkov. Někdy se uvádí, že byl prvním českým fotbalovým brankářem, který ovládal takzvané „robinzonády“ (tedy chytání a vyrážení míčů ve výskoku). Tento jeho zákrok zaznamenal např. denní tisk při utkání s Celtic Glasgow v roce 1912.